# Angela Korwisi
Angela Korwisi (* 4. August 1955 in Frankfurt am Main) ist eine hessische Politikerin (Die Grünen) und ehemalige Abgeordnete des Hessischen Landtags.
Angela Korwisi studierte Volkswirtschaft und Pädagogik und arbeitete nach dem Abschluss als Diplom-Volkswirt und Handelslehrerin als Berufsschullehrerin in Bad Homburg vor der Höhe. Bei der Landtagswahl in Hessen 1987 wurde sie für eine Wahlperiode in den Hessischen Landtag gewählt, dem sie vom 5. April 1987 bis zum 4. April 1991 angehörte.

## Weblink
- Angela Korwisi. Abgeordnete. In: Hessische Parlamentarismusgeschichte Online. HLGL & Uni Marburg, abgerufen am 5. Oktober 2024 (Stand 4. August 2024).

| Personendaten    | Personendaten                          |
| ---------------- | -------------------------------------- |
| NAME             | Korwisi, Angela                        |
| KURZBESCHREIBUNG | deutsche Politikerin (Die Grünen), MdL |
| GEBURTSDATUM     | 4. August 1955                         |
| GEBURTSORT       | Frankfurt am Main                      |